# 冯绍顺
冯绍顺（1986年1月3日—），是中国足球运动员，司职后卫，现效力于中国足球超级联赛球队石家庄永昌。2010年8月29日，沈阳东进在完成客场和成都谢菲联的比赛后大巴被部分失去理智的成都球迷使用石块攻击，冯绍顺的眼膜被击碎的车窗玻璃划伤，经过眼部手术治疗后避免失明的危险。

## 俱乐部生涯
冯绍顺出生于山东省青岛市，并加入家乡球队青岛海利丰青年队进行训练。2003年末，由于个人风格不适应球队发展，他被球队挂牌。2004年，冯绍顺转会加盟中乙联赛球队哈尔滨协力。2005年哈尔滨协力被威海爱科森收购，冯绍顺随队来到威海参加2005赛季中乙联赛。
2006年，冯绍顺转会回到青岛海利丰，并迅速在球队站稳脚跟，直至2009赛季都是青岛海利丰的主力。2009年9月2日，在青岛海利丰在客场对阵四川西部智谷的比赛最后时刻，3比0领先的青岛队球员3次向己方球门吊射，引起中国足坛的一片哗然，这就是“吊射门”事件。赢球后的青岛海利丰球员神情沮丧，冯绍顺在赛后甚至出现砸水瓶举动，这个举动也成为媒体报导的焦点。
2010年2月21日，中国足协纪律委员会对被公安部扫赌专案组查明涉及假球案的球队作出处罚决定，青岛海利丰被直接取消联赛注册资格，球员获得自由转会资格，冯绍顺在3月份加盟中甲球队沈阳东进。4月3日，冯绍顺在2010赛季首轮0比1不敌升班马湖南湘涛的比赛中第一次代表沈阳队出场。7月31日，在沈阳东进客场0比1输给湖南湘涛的比赛中，作为替补球员的冯绍顺因对裁判出言不逊而被红牌罚下，8月3日中国足协对其处予停赛三场，罚款1.5万元的处罚。
8月29日，结束三场停赛处罚的冯绍顺随队出征成都，挑战联赛领头羊成都谢菲联。沈阳东进在落后一球的情况下最终1比1逼平对手，使得成都谢菲联的积分被少赛一场的广州恒大追平，并因净胜球的劣势退居联赛第二位。由于部分成都球迷对裁判员的几次判罚特别是红牌罚下球队巴西前锋堤亚哥的举动非常不满，赛后聚集在球场外面打算围堵裁判员。一些不理智球迷拦住了将要离开体育场的沈阳东进球员乘坐的大巴并用石头砸向大巴车，坐在车尾部靠窗位置的冯绍顺不幸被击碎的车窗玻璃划伤左眼。之后他被迅速送至成都市第三人民医院，并在8月30日下午于进行第一次手术，对受伤的眼膜进行缝合。由于担心影响视力，手术没有使用麻醉剂。术后冯绍顺的左眼视力从1.5下降至0.05。当时医生预计他需要在一周之后进行第二次手术，取出可能残留在眼膜内的玻璃碎片，而如果在这两次手术期间，冯绍顺的眼部受到任何感染就有可能导致失明，即使第二次手术成功，冯绍顺视力受损也成定局，将可能无法继续他的职业生涯。9月6日，冯绍顺术后第一次复查基本排除玻璃残留，视力已恢复到了0.2，医生认为不用做第二次手术，但仍然需要接受进一步观察。9月29日，冯绍顺出院回到沈阳，此时他的左眼视力回复0.4，在半年内将不能进行有球训练。
2011年，恢复良好的冯绍顺加盟中乙联赛球队福建骏豪，身披10号球衣。他在2011年5月28日福建骏豪主场2比0击败重庆FC的中乙联赛中打进加盟球队的首个进球。2011赛季，冯绍顺出场22次，打进2球，帮助福建骏豪以中乙联赛季军的成绩升级到中甲联赛。2012赛季，冯绍顺将10号球衣让予新加盟的韩燕鸣，改穿13号。2013赛季，福建骏豪队迁到石家庄更名石家庄永昌骏豪后继续在球队效力。2014年，他出场28次，帮助球队获得联赛亚军，历史上首次升级到中国足球超级联赛。2015年3月9日，冯绍顺在石家庄永昌客场1比2不敌广州恒大的比赛首发出场，上演中超联赛首秀。